# Sporting Étoile Club de Bastia 1974-1975
Questa voce raccoglie le informazioni riguardanti lo Sporting Étoile Club De Bastia nelle competizioni ufficiali della stagione 1974-1975.

## Stagione
Reintegrato Franceschetti (di ritorno dall'Olympique Marsiglia) nella rosa e acquistato il centrocampista argentino Horacio Neumann, nella stagione 1974-1975 il Bastia disputò un campionato di alta classifica, arrivando a prendere il comando della classifica nella prima metà del girone di ritorno. Nelle ultime giornate della competizione la squadra cedette il passo in testa al Saint-Étienne competendo fino all'ultima giornata per un piazzamento valido per la qualificazione in Coppa UEFA. In coppa nazionale il Bastia verrà eliminato in semifinale dai Verts futuri vincitori della manifestazione: in precedenza i còrsi avevano eliminato in sequenza Saints, Nizza, Laval e Angers.

## Maglie e sponsor
All'inizio della stagione viene stipulato un contratto con l'Adidas che diverrà fornitore tecnico delle maglie. Lo sponsor ufficiale è invece Conforama.
| Manica sinistra · Manica sinistra · Maglietta · Maglietta · Manica destra · Manica destra · Pantaloncini · Pantaloncini · Calzettoni · Calzettoni |

## Rosa
| N. |                           | Ruolo | Calciatore              |
| -- | ------------------------- | ----- | ----------------------- |
|    | Francia (bandiera)        | P     | Gérard Gili             |
|    | Francia (bandiera)        | P     | Marc Weller             |
|    | Francia (bandiera)        | D     | Paul Marchioni          |
|    | Francia (bandiera)        | D     | Charles Orlanducci      |
|    | Germania Ovest (bandiera) | D     | Paul Ferdinand Heidkamp |
|    | Francia (bandiera)        | D     | André Burkhard          |
|    | Francia (bandiera)        | D     | Daniel Solas            |
|    | Francia (bandiera)        | D     | Jean-Louis Luccini      |
|    | Francia (bandiera)        | D     | Gilbert Ravanello       |
|    | Francia (bandiera)        | D     | André Travetto          |
|    | Francia (bandiera)        | D     | Joseph Graziani         |
|    | Francia (bandiera)        | C     | Serge Lenoir            |
|    | Francia (bandiera)        | C     | Georges Franceschetti   |

| N. |                      | Ruolo | Calciatore             |
| -- | -------------------- | ----- | ---------------------- |
|    | Francia (bandiera)   | C     | Pierre Giudicelli      |
|    | Francia (bandiera)   | C     | José Pasqualetti       |
|    | Francia (bandiera)   | C     | Claude Papi            |
|    | Francia (bandiera)   | C     | Jean-Pierre Giordani   |
|    | Argentina (bandiera) | C     | Horacio Neumann        |
|    | Francia (bandiera)   | C     | Alain Santucci         |
|    | Francia (bandiera)   | C     | José Broissart         |
|    | Francia (bandiera)   | A     | François Félix         |
|    | Francia (bandiera)   | A     | Michel Prost           |
|    | Francia (bandiera)   | A     | Sauveur Agostini       |
|    | Marocco (bandiera)   | A     | Abdelkrim Merry Krimau |
|    | Francia (bandiera)   | A     | Jacques Zimako         |
|    | Francia (bandiera)   | A     | Jacques Vergnes        |

## Calciomercato

### Sessione estiva
| Acquisti | Acquisti              | Acquisti            | Acquisti |
| R.       | Nome                  | da                  | Modalità |
| -------- | --------------------- | ------------------- | -------- |
| P        | Marc Weller           | Angers              |          |
| D        | Jean-Louis Luccini    | Ajaccio             |          |
| C        | Georges Franceschetti | Olympique Marsiglia |          |
| C        | Horacio Neumann       | Colonia             |          |

| Cessioni | Cessioni       | Cessioni            | Cessioni |
| R.       | Nome           | a                   | Modalità |
| -------- | -------------- | ------------------- | -------- |
| P        | Ilija Pantelić | Paris Saint-Germain |          |

## Statistiche

### Statistiche di squadra
| Competizione     | Punti | Totale | Totale | Totale | Totale | Totale | Totale | DR |
| Competizione     | Punti | G      | V      | N      | P      | Gf     | Gs     | DR |
| ---------------- | ----- | ------ | ------ | ------ | ------ | ------ | ------ | -- |
| Division 1       | 45    | 38     | 15     | 11     | 12     | 54     | 47     | +7 |
| Coppa di Francia | -     | 9      | 5      | 1      | 3      | 16     | 7      | +9 |
| Totale           | -     | 47     | 20     | 12     | 15     | 60     | 54     | +6 |

### Statistiche dei giocatori
| Giocatore     | Division 1 | Division 1 |
| Giocatore     | Presenze   | Reti       |
| ------------- | ---------- | ---------- |
| Broissart     | 33         | -          |
| Burkhard      | 25         | -          |
| Félix         | 37         | 17         |
| Franceschetti | 35         | 3          |
| Gili          | 19         | -          |
| Giordani      | 20         | 3          |
| Heidkamp      | 32         | -          |
| Krimau        | 3          | 1          |
| Lenoir        | 38         | 6          |
| Luccini       | 3          | -          |
| Marchioni     | 5          | -          |
| Neumann       | 20         | 6          |
| Orlanducci    | 35         | -          |
| Papi          | 33         | 12         |
| Prost         | 26         | 7          |
| Solas         | 18         | -          |
| Travetto      | 29         | -          |
| Vergnes       | 28         | 13         |
| Weller        | 19         | -          |
| Zimako        | 28         | 3          |